# Liste der Kulturdenkmäler in Gronau (Bensheim)
Die folgende Liste enthält die in der Denkmaltopographie ausgewiesenen Kulturdenkmäler auf dem Gebiet des Ortsteils Gronau der  Stadt Bensheim, Landkreis Bergstraße, Hessen.
Hinweis: Die Reihenfolge der Denkmäler in dieser Liste orientiert sich an der Anschrift, alternativ ist sie auch nach der Bezeichnung, der vom Landesamt für Denkmalpflege vergebenen Nummer oder der Bauzeit sortierbar.
Kulturdenkmäler werden fortlaufend im Denkmalverzeichnis des Landes Hessen durch das Landesamt für Denkmalpflege Hessen auf Basis des Hessischen Denkmalschutzgesetzes (HDSchG) geführt. Die Schutzwürdigkeit eines Kulturdenkmals hängt nicht von der Eintragung in das Denkmalverzeichnis des Landes Hessen oder der Veröffentlichung in der Denkmaltopographie ab.

Über die Spalte Objekt-Nr. kann die Beschreibung beim Landesamt für Denkmalpflege eingesehen werden.
| Bild                            | Bezeichnung                         | Lage | Beschreibung | Bauzeit        | Objekt-Nr. |
| ------------------------------- | ----------------------------------- | --- | --- | -------------- | ---------- |
| Am Römer 1                      | Wohnhaus                            | Gronau, Am Römer 1 LageFlur: 1, Flurstück: 142/1                                                                  | Zweigeschossiges giebelständiges, gestelztes Fachwerkwohnhaus. | um 1800        | 847 DDB    |
| weitere Bilder                  | Ehemaliges Rathaus                  | Gronau, Am Römer 2 LageFlur: 1, Flurstück: 143/3, 146                                                             | Ehemaliges Rat- und Schulhaus, jetzt Filiale der Sparkasse Bensheim. Spätklassizistischer Putzbau, zweigeschossig mit Satteldach und einem Mittelrisalit, der von einem vierseitigen, offenen Glockentürmchen bekrönt wird. | 1884           | 846 DDB    |
| weitere Bilder                  | Gesamtanlage Ortskern Gronau        | Gronau, Am Römer, Hambacher Straße, Hintergasse, In der Baumreihe, Märkerwaldstraße Lage                          | Die Gesamtanlage des Bensheimer Stadtteiles Gronau besteht aus dem historischen, im Tal des Meerbachs konzentrierten Ortskern. Die im Wesentlichen von stattlichen Fachwerkhofanlagen des 17. und 18. Jhs. geprägte Gesamtanlage mit ihren beiden unterschiedlichen, in ihren Ausformungen vom Verlauf des Meerbaches bestimmten Bereichen ist von besonderer siedlungs- und wirtschaftsgeschichtlicher Bedeutung. Im Kreis Bergstraße gibt es nur noch wenige Ortskerne, die sich in ihrer Grundstruktur und ihrem Baubestand so hervorragend erhalten haben. |                | 889 DDB    |
| Wegweiserstein                  | Wegweiserstein                      | Gronau, Hinter dem Hahn (bei Knodener Höhenweg) LageFlur: 13, Flurstück: 12                                       | Ca. zwei Meter Höhe, die Beschriftung auf vier Seiten: „Nach Reichenbach 1/2 Stund“, „Nach Bensheim 1 1/4 Stund“, „Nach Gronau 1/2 Stund“, „Nach Knoden 1/4 Stund“. | um 1830        | 28897 DDB  |
| weitere Bilder                  | Hofanlage                           | Gronau, Hintergasse 8/8A LageFlur: 1, Flurstück: 181/1                                                            | |                | 28894 DDB  |
| weitere Bilder                  | Wohnhaus                            | Gronau, Hintergasse 10 LageFlur: 1, Flurstück: 176/13                                                             | |                | 850 DDB    |
| Hintergasse, Brunnen            | Gassenbrunnen                       | Gronau, Hintergasse (bei Nr. 12) LageFlur: 1, Flurstück: 293/8                                                    | Der Stock ist eine ehemalige Emporensäule der ev. Pfarrkirche, die 1894 umgebaut wurde. Dabei wurde die Empore aus Platzgründen einseitig verkürzt, die übrig gebliebene oktogonale Stütze fand hier, beim alten, bereits im frühen 16. Jh. genannten Brunnen, ihre neue Verwendung. |                | 872 DDB    |
| weitere Bilder                  | Wohnhaus                            | Gronau, Hintergasse 13 LageFlur: 1, Flurstück: 167/4                                                              | | um 1750        | 851 DDB    |
| Hintergasse 14                  | Wohnhaus                            | Gronau, Hintergasse 14 LageFlur: 1, Flurstück: 174                                                                | |                | 852 DDB    |
| Hintergasse 15                  | Wohnhaus                            | Gronau, Hintergasse 15 LageFlur: 1, Flurstück: 133/4                                                              | | um 1700        | 853 DDB    |
| weitere Bilder                  | Wohnhaus                            | Gronau, Hintergasse 26 LageFlur: 1, Flurstück: 118/5                                                              | Giebelständiges, zweigeschossiges Fachwerkwohnhaus mit Satteldach. Das wahrscheinlich zu großen Teilen erneuerte Erdgeschoss ist verputzt, im Obergeschoss liegt das Fachwerk frei und weist eine Mann-Eck-Konstruktion sowie im Spitzgiebel einen Feuerbock auf, außerdem gerundete Füllhölzer und eine profilierte Schwelle zum Obergeschoss. Die zur Hofreite gehörige Scheune wurde erneuert, ein ehemals vorhandenes weiteres Wirtschaftsgebäude wurde abgerissen. Die Hofanlage begrenzt die Gesamtanlage Gronau nach Norden und hat orts- und baugeschichtliche Bedeutung, nicht zuletzt weil in dem Gebäude die Familie Marquart lebte, die mehrere Bürgermeister des Ortes stellte. | um 1750        | 854 DDB    |
| Hintergasse 28                  | Hofanlage                           | Gronau, Hintergasse 28 LageFlur: 1, Flurstück: 108/1                                                              | Hofanlage mit traufständigem verschindelten zweigeschossigen Wohnhaus mit Satteldach sowie giebelständiger alter Scheune. Am zum Hof gelegenen alten Kellerhals des Wohnhauses am rundbogigen Portal datiert 1755 und bezeichnet mit den Initialen des Erbauers Georg Friedrich Marquardt. | 1755           | 855 DDB    |
| In der Baumreihe 1              | Wohnhaus                            | Gronau, In der Baumreihe 1 LageFlur: 1, Flurstück: 7                                                              | |                | 874 DDB    |
| weitere Bilder                  | Ehem. Kindergarten                  | Gronau, In der Baumreihe 3 LageFlur: 1, Flurstück: 82/12                                                          | Ehemaliger Kindergarten, 1903/04 nach Plänen von Heinrich Metzendorf errichtet. | 1903/04        | 875 DDB    |
| weitere Bilder                  | Ehem. Pfarrhaus (Kreuzerhaus)       | Gronau, Kreuzerstraße 3 LageFlur: 1, Flurstück: 197/9                                                             | |                | 878 DDB    |
| weitere Bilder                  | Dingeldeins-Mühle, Schleifbergmühle | Gronau, Märkerwaldstraße 2, Am Schleifberg, Mühlgraben, Meerbach LageFlur: 3, Flurstück: 28/3, 28/4, 29, 83/5, 85 | Dreiseitige Hofanlage mit giebelständigem Wohnhaus und giebelständiger Scheune als seitliche sowie Stall-Schuppen-Gebäude als hinterem Abschluss. Das Wohnhaus ist ein gestelzter zweigeschossiger Fachwerkbau mit Satteldach und massiver Erdgeschosswand zum Bach hin. Es wurde 1942 aufgestockt. Die Wirtschaftsgebäude haben massive Untergeschosse und Fachwerkgiebel. Das Anwesen wurde im 19. Jahrhundert von der Müllerfamilie Dingeldein errichtet, die bis heute im Besitz des Anwesens ist. Das Mahlwerk im Erdgeschoss sowie das oberschlächtige Mühlrad zum Bach hin blieben auch nach Einstellung des Mühlenbetriebs 1972 erhalten.                                            | 1859/60        | 880 DDB    |
| Märkerwaldstraße 71             |                                     | Gronau, Märkerwaldstraße 71 LageFlur: 1, Flurstück: 209/1                                                         | | um 1730        | 856 DDB    |
|                                 |                                     | Gronau, Märkerwaldstraße 79 LageFlur: 1, Flurstück: 199/1                                                         | |                | 857 DDB    |
| Märkerwaldstraße 80             |                                     | Gronau, Märkerwaldstraße 80 LageFlur: 1, Flurstück: 152/1                                                         | |                | 881 DDB    |
| weitere Bilder                  |                                     | Gronau, Märkerwaldstraße 81 LageFlur: 1, Flurstück: 189/1                                                         | | 1766           | 858 DDB    |
| Ehem. Gasthaus „Zur grünen Aue“ | Ehem. Gasthaus „Zur grünen Aue“     | Gronau, Märkerwaldstraße 83 LageFlur: 1, Flurstück: 192/5                                                         | | um 1800        | 862 DDB    |
| weitere Bilder                  | Ehem. Lehrerhaus                    | Gronau, Märkerwaldstraße 86 LageFlur: 1, Flurstück: 143/5                                                         | |                | 860 DDB    |
| Märkerwaldstraße 88             |                                     | Gronau, Märkerwaldstraße 88 LageFlur: 1, Flurstück: 142/2                                                         | |                | 863 DDB    |
| weitere Bilder                  | Ev. Pfarrkirche                     | Gronau, Märkerwaldstraße 89, Märkerwaldstraße (K58) LageFlur: 1, Flurstück: 1, 290/19                             | Von Ignaz Opfermann geplanter klassizistischer Kirchenbau aus verputztem Bruchsteinmauerwerk, mit flachem Satteldach und oktogonalem Dachreiter mit Spitzhelm. Der Eingangsbereich ist als Vorhalle mit Tonnengewölbe, flachem Satteldach und Ochsenauge mit Uhr gestaltet. An historischen Ausstattungsstücken ist ein spätgotisches Fenster mit der Darstellung des Herrn erhalten. | 1831–1834      | 845 DDB    |
| Märkerwaldstraße 94             |                                     | Gronau, Märkerwaldstraße 94 LageFlur: 1, Flurstück: 124/4                                                         | | um 1750        | 890 DDB    |
| Märkerwaldstraße 95             |                                     | Gronau, Märkerwaldstraße 95 LageFlur: 1, Flurstück: 23/2                                                          | |                | 864 DDB    |
| Märkerwaldstraße 100            | Ev. Pfarrhaus                       | Gronau, Märkerwaldstraße 100 LageFlur: 1, Flurstück: 121/5                                                        | | 1914/15        | 882 DDB    |
| weitere Bilder                  |                                     | Gronau, Märkerwaldstraße 105 LageFlur: 1, Flurstück: 26                                                           | |                | 865 DDB    |
| Märkerwaldstraße 106            |                                     | Gronau, Märkerwaldstraße 106 LageFlur: 1, Flurstück: 105/4                                                        | |                | 866 DDB    |
| weitere Bilder                  |                                     | Gronau, Märkerwaldstraße 107 LageFlur: 1, Flurstück: 27/1                                                         | | frühes 19. Jh. | 867 DDB    |
| Bild gesucht BW                 |                                     | Gronau, Märkerwaldstraße 110 LageFlur: 1, Flurstück: 102/3                                                        | |                | 883 DDB    |
| weitere Bilder                  |                                     | Gronau, Märkerwaldstraße 115/113 LageFlur: 1, Flurstück: 33, 34, 40                                               | | um 1820        | 868 DDB    |
| Märkerwaldstraße 117            |                                     | Gronau, Märkerwaldstraße 117 LageFlur: 1, Flurstück: 41                                                           | | 1758           | 869 DDB    |
| Märkerwaldstraße 119            |                                     | Gronau, Märkerwaldstraße 119 LageFlur: 1, Flurstück: 43/1                                                         | |                | 884 DDB    |
| Märkerwaldstraße 120            | Ehem. Obere Mühle bzw. Dorfmühle    | Gronau, Märkerwaldstraße 120 LageFlur: 1, Flurstück: 96/2                                                         | |                | 885 DDB    |
| Märkerwaldstraße 122            |                                     | Gronau, Märkerwaldstraße 122 LageFlur: 1, Flurstück: 92/1                                                         | |                | 870 DDB    |
| Märkerwaldstraße 127            |                                     | Gronau, Märkerwaldstraße 127 LageFlur: 1, Flurstück: 65/4                                                         | |                | 871 DDB    |
| Märkerwaldstraße 131            |                                     | Gronau, Märkerwaldstraße 131 LageFlur: 1, Flurstück: 68                                                           | | um 1800        | 886 DDB    |
| Wegweiserstein                  | Wegweiserstein                      | Gronau, Nächstwiese (bei Knodener Weg/Reichenbacher Weg) LageFlur: 14, Flurstück: 14                              | Ca. 145 cm Höhe. Der leicht beschädigte vierkantige Sandstein ist auf drei Seiten beschriftet und gibt die Entfernungen in Stunden an. Nördlich: „Nach Reichenbach 1 St.“, westlich: „Nach Gronau 1/ 4 St.“, südlich: „Nach Schannenbach 3/4 St.“ | um 1830        | 28898 DDB  |
| weitere Bilder                  | Friedhof                            | Gronau, Ober den Gärten LageFlur: 9, Flurstück: 15                                                                | Alte Einfriedungsmauer mit Rundbogenportal und Eisengittertor. Zwei bedeutende Grabsteine von 1829 und 1876. | 1783           | 876 DDB    |
| Striethbrücke                   | Striethbrücke                       | Gronau, Röderweg LageFlur: 3, Flurstück: 78                                                                       | | frühes 19. Jh. | 879 DDB    |